# Jaume Aiguadé Miró
Jaime Aguadé Miró, también Jaime Ayguadé Miró, Jaime Aiguadé Miró, Jaime Aiguader Miró o Jaume Aiguader i Miró (Reus, 1882-México D. F., 1943), fue un médico, político y escritor republicano español que militó en el nacionalismo catalán. Estuvo casado con la pintora Carme Cortès i Lladó.

## Actividad política
En 1923 se afilió a Unión Socialista de Cataluña, siendo uno de sus dirigentes durante la dictadura de Primo de Rivera, periodo en el que fue encarcelado dos veces por sus actividades de oposición al régimen. Después fue dirigente de Estat Català. Fue encarcelado en 1926, en 1928 y en 1934 debido a desórdenes públicos. En agosto de 1930 firmó el pacto de San Sebastián, en nombre de Estat Català, y al año siguiente, en marzo, junto con su hermano Artemi, fue uno de los fundadores de Esquerra Republicana de Catalunya (ERC).
En las elecciones municipales de abril de 1931, fue candidato de ERC en Barcelona, resultando elegido y siendo alcalde entre 1931 y 1934, y diputado ante las Cortes de la República en todas las legislaturas (elegido en 1931, 1933 y 1936). Medió para poner fin a la Huelga General de Barcelona de septiembre de 1931. Tras la proclamación del Estado catalán en octubre de 1934 fue encarcelado de nuevo. Durante la Guerra Civil fue ministro sin cartera en el segundo gobierno de Francisco Largo Caballero (entre noviembre de 1936 y mayo de 1937) y ministro de Trabajo y Asistencia Social bajo el mandato de Negrín entre mayo de 1937 (tras las jornadas de mayo de 1937) y agosto de 1938, siempre en representación de su partido. En esa fecha dimitió (una decisión en la que fue acompañado por el representante del nacionalismo vasco, Manuel de Irujo, que se sumó por solidaridad con él), en protesta por las decisiones del gobierno sobre las industrias de guerra de Cataluña, las cuales, en opinión de su partido, invadían las competencias del gobierno autónomo de Cataluña.
Se exilió en 1939, tras la victoria del bando sublevado en la guerra, primero en Francia y luego en México, donde falleció en 1943.

## Publicaciones
En Cataluña colaboró en la prensa de izquierda y publicó los libros Aspecte social de les infeccions sexuals en el matrimoni (Aspecto social de las enfermedades de transmisión sexual en el matrimonio) (1912), La fatiga obrera (1929), La lleialtat a l'època (1929), Amb Catalunya i per Catalunya (Con Cataluña y por Cataluña) (1930) y Catalunya i la Revolució (Cataluña y la Revolución) (1935). En el exilio participó en El Poble Català, Revista de Catalunya, Pamflet y Butlletí del Sindicat de Metges de Catalunya. Póstumamente (México, 1945) le fue publicada la biografía Miquel Servet, que fue reeditada en Barcelona (1981). Fundó y dirigió la colección Monografies Mèdiques.